# Odprti kop (spletna storitev)
Odprti kop je bila storitev, ki je uporabnikom omogočala iskanje po besedilih podnapisov oddaj, pripravljenih za potrebe gluhih in naglušnih gledalcev nekaterih oddaj na RTV Slovenija, in sicer tako, da program, iz katerega se je pozneje razvil spletni servis in podjetje Zemanta, sestavi spletno stran oddaje opremljeno z video povezavami in besedilom iz arhiva podnapisov.
Sistem je kot druge prednosti navajal še spremljanje oddaj od tistega trenutka naprej, ko se začne iskano besedilo; neposredne povezave do delov oddaj za blogerje; in samodejno opremljanje s povezavami na Wikipedijo.